# Sithembele Anton Sipuka
Sithembele Anton Sipuka (ur. 27 kwietnia 1960 w Idutywa) – południowoafrykański duchowny katolicki, biskup Umtaty od 2008.

## Życiorys

### Prezbiterat
Święcenia kapłańskie przyjął 17 grudnia 1988 i został inkardynowany do diecezji Queenstown. Po krótkim stażu wikariuszowskim oraz studiach w Rzymie objął funkcję wykładowcy seminariów w Pretorii. W 1996 został wicerektorem seminarium im. św. Piotra, zaś w 2000 został rektorem seminarium im. św. Jana Vianneya.

### Episkopat
8 lutego 2008 papież Benedykt XVI mianował go biskupem diecezji Umtata. Sakry biskupiej udzielił mu 3 maja 2008 jego poprzednik - biskup Oswald Georg Hirmer.
W latach 2010-2016 był drugim, potem w latach 2016-2019 pierwszym wiceprzewodniczącym, a w latach 2019-2025 był przewodniczącym południowoafrykańskiej Konferencji Episkopatu. W latach 2019-2022 był pierwszym wiceprzewodniczącym  Sympozjum Konferencji Episkopatów Afryki i Madagaskaru.